# Разъезд 16 км
Разъезд 16 км (каз. Разъезд 16 км) — упразднённый населённый пункт в Жарминском районе Восточно-Казахстанской области Казахстана. Ликвидирован в 2009 году. Входил в состав Жарминской поселковой администрации. Код КАТО — 634463105.

## Население
В 1999 году население разъезда составляло 57 человек (31 мужчина и 26 женщин). По данным переписи 2009 года на разъезде проживало 28 человек (17 мужчин и 11 женщин).